# Watersipora
Genre
Synonymes
- Dakaria Jullien in Jullien & Calvet, 1903
- Pachycleithonia Canu & Bassler, 1930[1]

Watersipora est un genre d'ectoproctes de la famille Watersiporidae.

## Systématique
Le genre Watersipora a été créé en 1896 par le conchyliologiste italien Antonio Neviani (d) (1857-1946),.

## Liste d'espèces
Selon World Register of Marine Species (4 octobre 2021) :
- Watersipora arcuata Banta, 1969
- Watersipora aterrima (Ortmann, 1890)
- Watersipora atrofusca (Busk, 1856)
- Watersipora bidentata (Ortmann, 1890)
- Watersipora complanata (Norman, 1864)
- Watersipora cucullata (Busk, 1854)
- † Watersipora erecta Canu & Bassler, 1920
- † Watersipora faragii (Abbas & El-Senoussi, 1979)
- † Watersipora grandis (Canu & Bassler, 1923)
- † Watersipora hanzawae (Kataoka, 1961)
- Watersipora mawatarii Vieira, Spencer Jones & Taylor, 2014
- Watersipora nigra (Canu & Bassler, 1930)
- Watersipora platypora Seo, 1999
- Watersipora souleorum Vieira, Spencer Jones & Taylor, 2014
- Watersipora subatra (Ortmann, 1890)
- Watersipora subtorquata (d'Orbigny, 1852)
- Watersipora typica (Okada & Mawatari, 1937)
- † Watersipora watersi de Stefani, 1884

## Publication originale
- (it) Antonio Neviani, « Briozoi fossili della Farnesina e di Monte Mario presson Roma », Palaeontographia Italica, Pise, vol. 1,‎ 1896, p. 77-140 (ISSN 0373-0972).